# Папа (град)
Папа (мађ. Pápa) град је у Мађарској. Папа је други по величини град у оквиру жупаније Веспрем. Према процени из 2024. било је 28.549 становника. Град Папа је познат по добро очуваном старом градском језгру.

## Географија
Град Папа се налази у северозападном делу Мађарске. Од престонице Будимпеште град је удаљен око 130 километара западно. Град се налази у северозападном делу Панонске низијена ободима острвске планине Бакоњске горе.

## Становништво
По процени из 2017. у граду је живело 30.561 становника.
| 1990.  | 2001.  | 2011.  | 2017.  |
| ------ | ------ | ------ | ------ |
| 33.846 | 33.549 | 31.845 | 30.561 |

## Партнерски градови
- Ковасна
- Швецинген
- Горлице
- Кампен
- Казалекио ди Рено
- Лучењец
- Лајнефелде-Ворбис

## Галерија
- Католичка црква и бискупија
- Градски трг